# Nieder-Hilbersheim

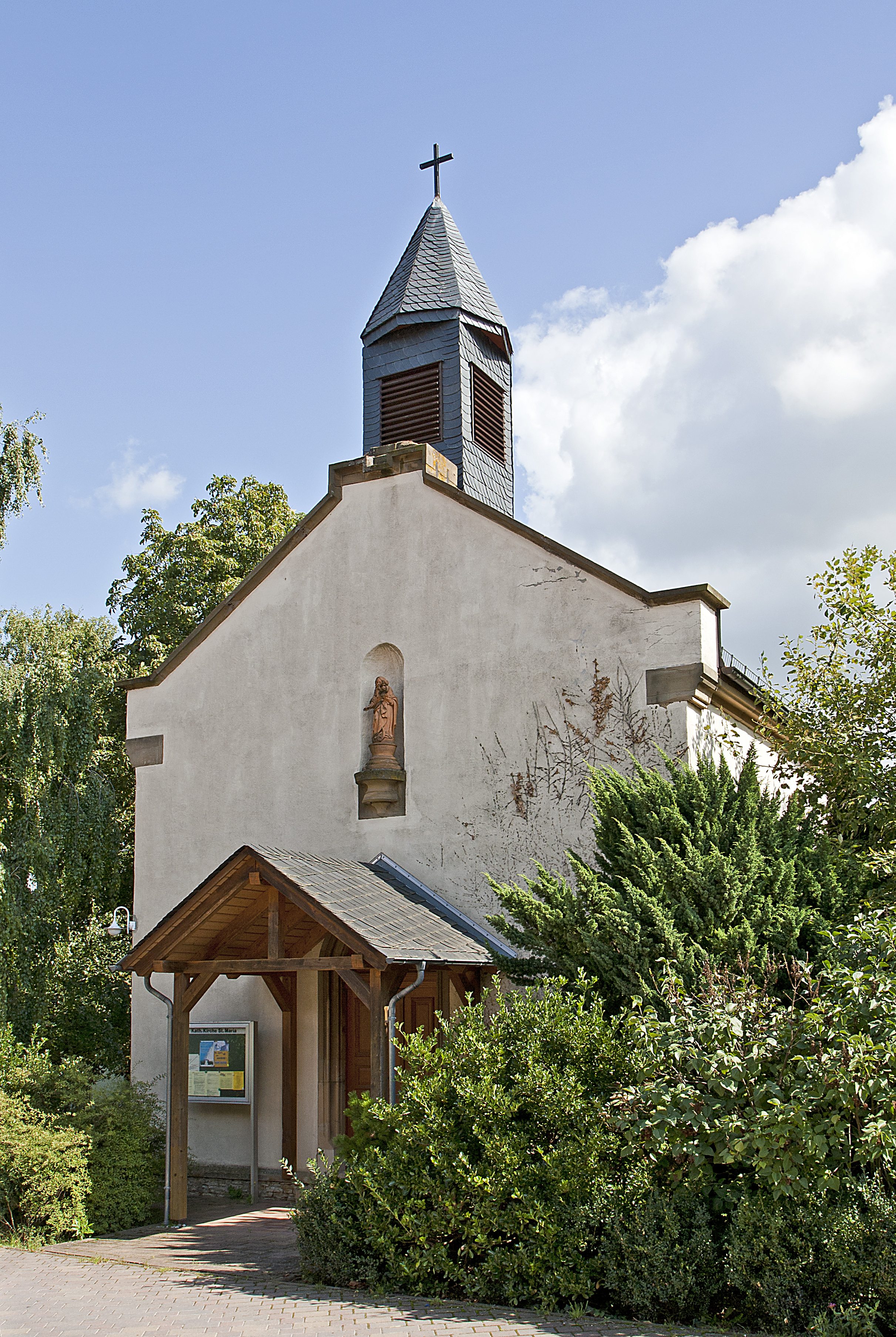
Katholische Kirche St. Maria

Nieder-Hilbersheim ist eine Ortsgemeinde im Landkreis Mainz-Bingen in Rheinland-Pfalz. Sie gehört der Verbandsgemeinde Gau-Algesheim an.

## Geographie
Der Weinort liegt südwestlich von Mainz im Welzbachtal und ist ein von der Landwirtschaft geprägter Ort.
Zu Nieder-Hilbersheim gehört auch die Wohnplätze Turnhalle, Raumühle und sechs Aussiedlerhöfe.

## Geschichte
Die erste Erwähnung wird in einer Urkunde der Abtei Seligenstadt auf das Jahr 933 zurückgeführt.
Im Stiftungsbrief des Klosters Disibodenberg aus dem Jahr 1108 wird Hilbersheim erstmals als „Hilbriedesheim“ erwähnt.
Nach dem Jahr 1300 wurde erstmals der Name Nieder-Hilbersheim in Urkunden genannt.
1334 wird erstmals eine Kirche erwähnt, die vermutlich dem hl. Martin geweiht war, woraus das heutige Ortswappen entstand. Der Ort gehörte zu diesem Zeitpunkt zum kurpfälzischen Oberamt Stromberg.

## Politik

### Gemeinderat
Der Gemeinderat in Nieder-Hilbersheim besteht aus zwölf Ratsmitgliedern, die bei der Kommunalwahl am 9. Juni 2024 in einer Mehrheitswahl gewählt wurden, und der ehrenamtlichen Ortsbürgermeisterin als Vorsitzender.
Die Sitzverteilung im Gemeinderat:
| Wahl | SPD               | CDU               | FWG               | WGM               | Gesamt   |
| ---- | ----------------- | ----------------- | ----------------- | ----------------- | -------- |
| 2024 | per Mehrheitswahl | per Mehrheitswahl | per Mehrheitswahl | per Mehrheitswahl | 12 Sitze |
| 2019 | –                 | –                 | 7                 | 5                 | 12 Sitze |
| 2014 | 4                 | –                 | 8                 | –                 | 12 Sitze |
| 2009 | 5                 | –                 | 7                 | –                 | 12 Sitze |
| 2004 | 3                 | 2                 | 7                 | –                 | 12 Sitze |

- FWG = Freie Wählergruppe Nieder-Hilbersheim e. V.
- WGM = Wählergruppe Marfilius

### Ortsbürgermeister
- Bernd Lenhart, ab 2024[5]

- Rosemarie Jantz, bis 2024[6]

## Kultur und Sehenswürdigkeiten

### Kulturdenkmäler
- Liste der Kulturdenkmäler in Nieder-Hilbersheim

### Regelmäßige Veranstaltungen
Die Nieder-Hilbersheimer Kerb findet immer am zweiten Septemberwochenende statt. Ein nostalgischer Bauern- und Handwerkermarkt wird im alten Ortskern am dritten Oktoberwochenende jedes Jahr veranstaltet. Im Rahmen dieses Markts findet Samstag Abend ab 18 Uhr eine musikalische Abendandacht bei Kerzenschein statt. Außerdem wird während dem Markt ein Strohballenrollen veranstaltet.

## Wirtschaft und Infrastruktur
- Weinbau (Weiß- und Rotwein)
- Anbau von Obst und Spargel

### Verkehr
Der Ort wird durchquert von der L 415. Die Bundesautobahnen 60 und 63 sind mit dem Auto in 10 bis 20 Minuten zu erreichen.

### Bildungseinrichtungen
- Der Gemeindekindergarten